# Obere Mühle (Nörvenich)
Die Obere Mühle war eine Wassermühle in Nörvenich im Kreis Düren in Nordrhein-Westfalen.
Die Mahlmühle steht am Mühlenbach, der bei Hochkirchen vom Neffelbach abzweigte und heute nicht mehr sichtbar ist. Das Baujahr der Mühle ist nicht mehr feststellbar, jedoch bekam schon 1630 Johann Freiherr von Gymnich durch Schenkung zahlreiche Besitzungen in Nörvenich und Umgebung. Dazu gehörte auch das Gehöft mit Mühle, das heute Annahof heißt. 
Die Müller sind ab 1648 namentlich nachweisbar. 1822 wurden als Besitzer die Erben Winands zu Nörvenich erwähnt.
Die Mühle hatte zwei Mahlgänge im Wechselwerk. 1836 wurde erwähnt, dass Heinrich Kerp Pächter war. Damals hatte die Mühle schon drei Mahlgänge, die durch ein unterschlächtiges Wasserrad angetrieben wurden. Im Zweiten Weltkrieg wurde das 8 m große Wasserrad durch deutsche Soldaten gesprengt.
Nachdem zuletzt nur noch Futterschrot für den Eigenbedarf hergestellt worden war, wurde der Mühlenbetrieb 1957 eingestellt. Die Mühle ist nicht frei zugänglich.
Der Heimat- und Geschichtsverein der Gemeinde Nörvenich e. V. hat am 15. November 2019 am Fußweg eine Stele eingeweiht, die in Wort und Bild die Geschichte der Mühle erzählt.

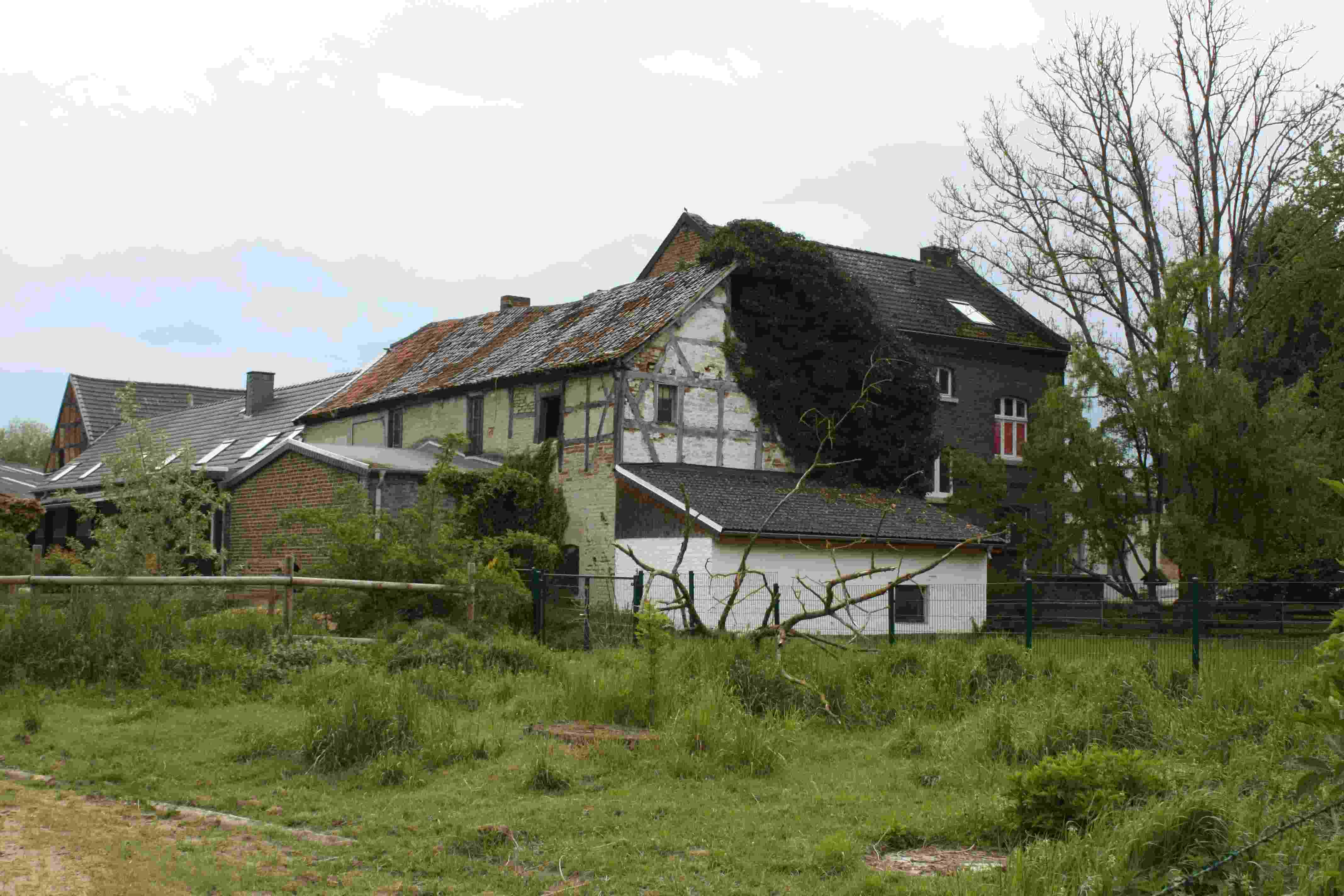
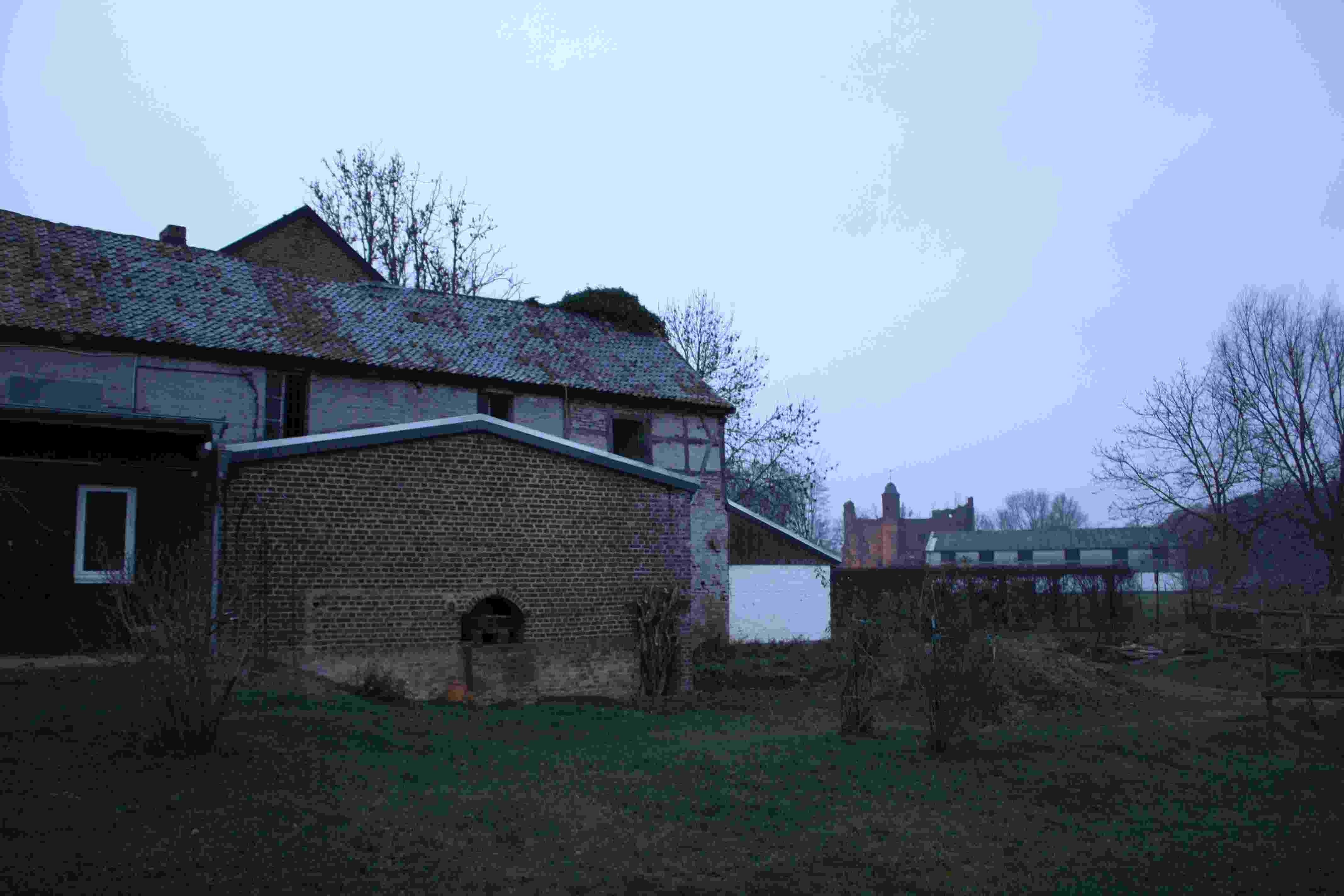
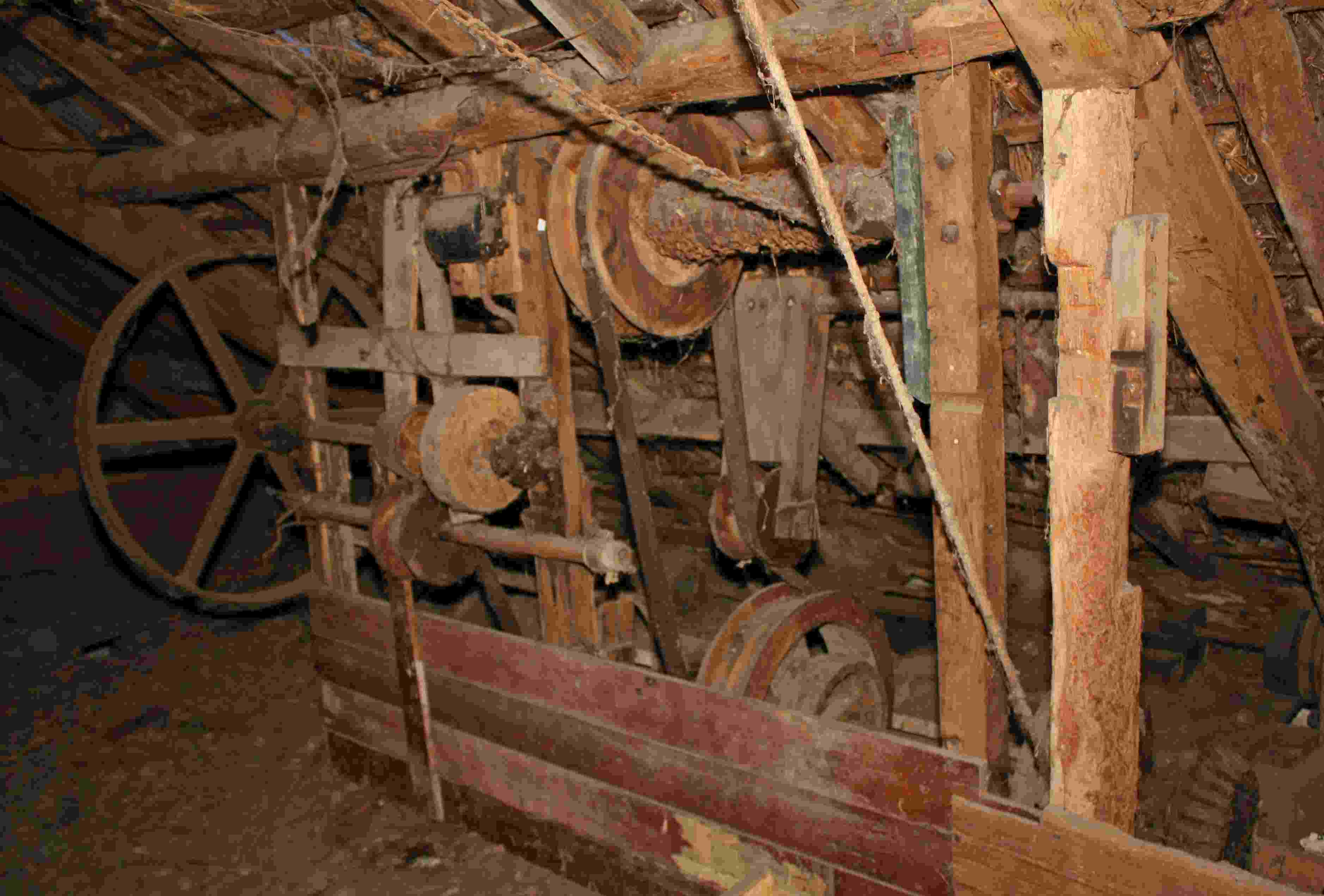
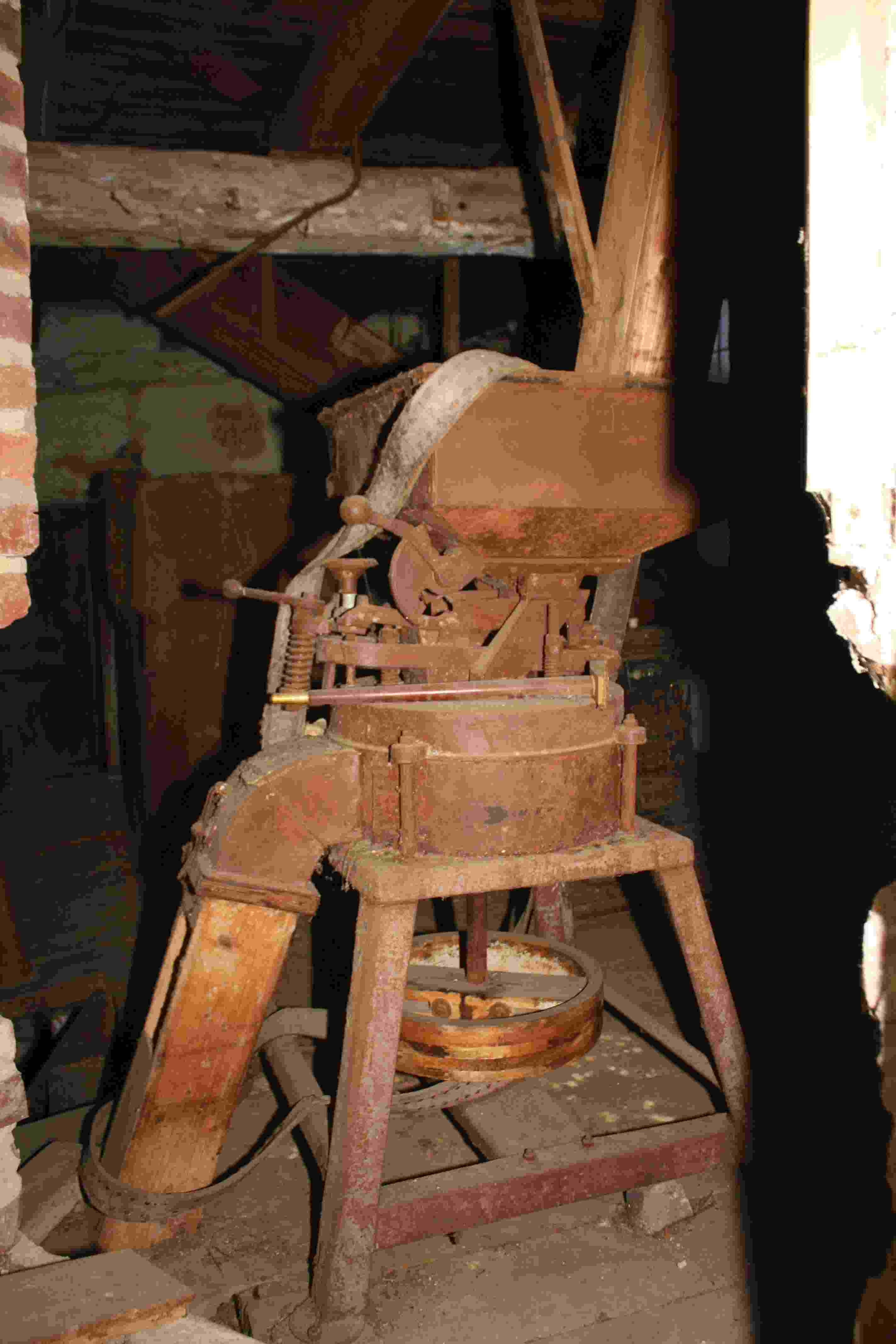
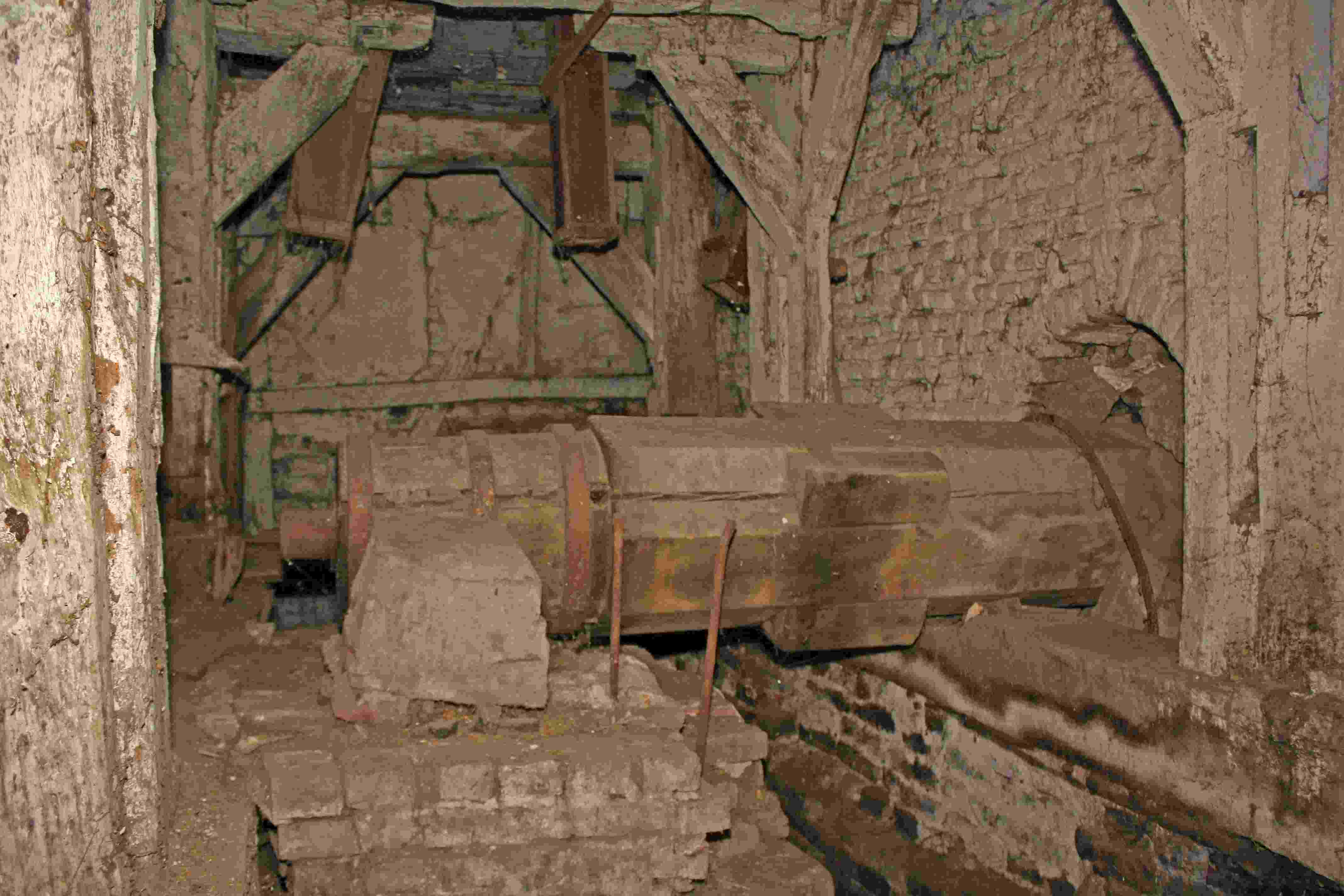
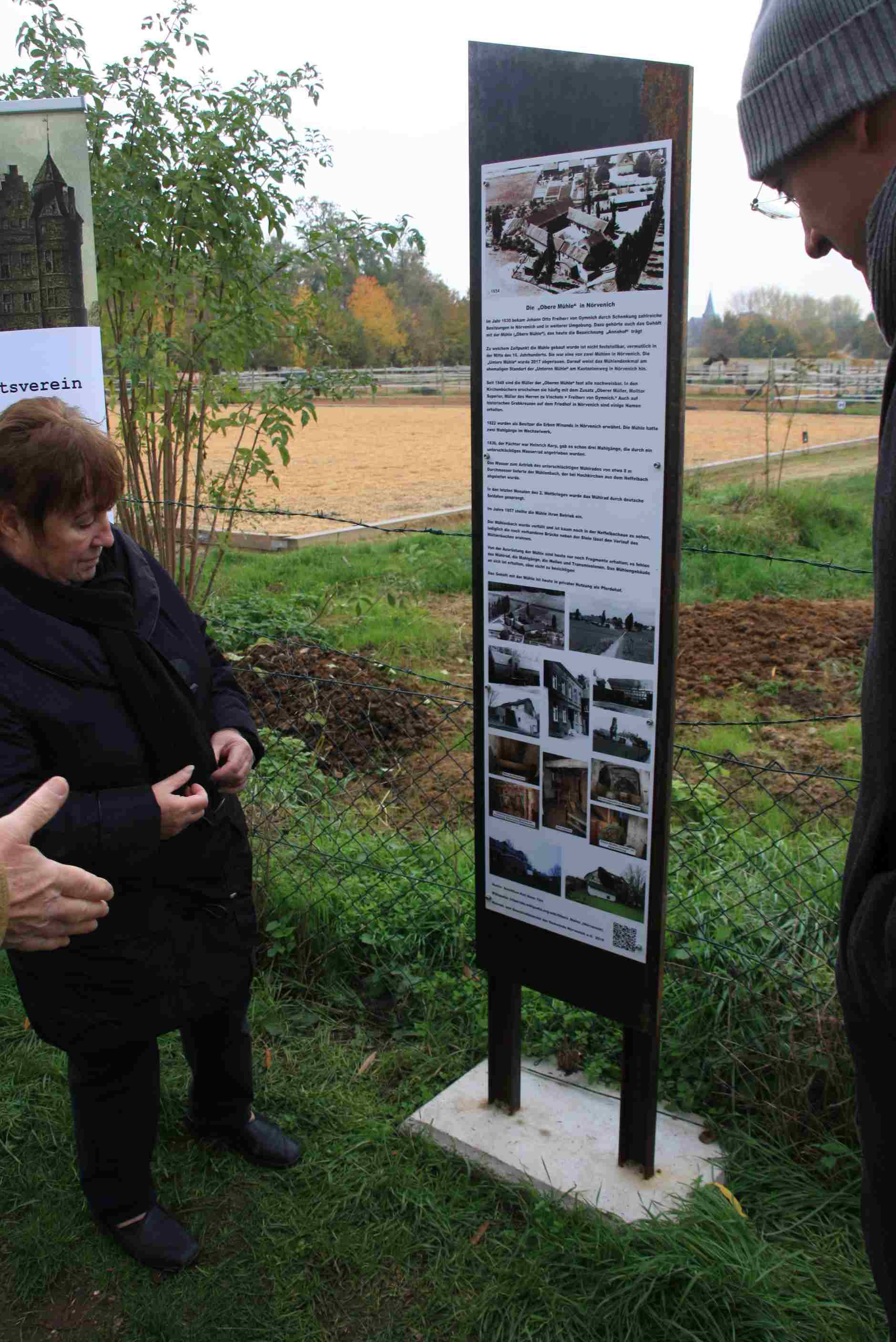